# Bahá’í

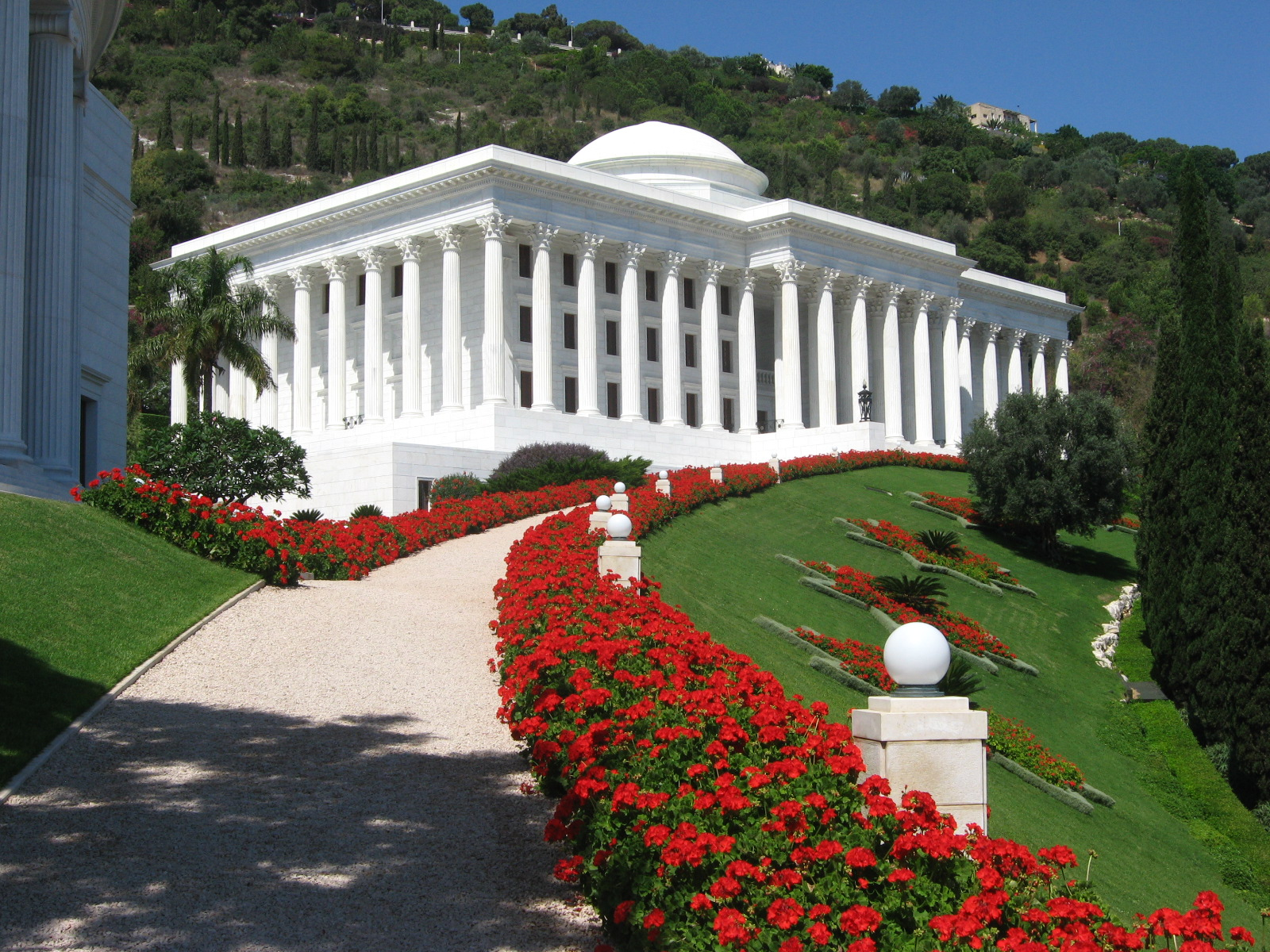
Světový dům spravedlnosti, nejvyšší Bahá’í správní instituce se sídlem v Haifě v Izraeli

Symbol víry Bahá’í

Víra bahá’í (někdy též označována jako „bahaismus“) je abrahámovské monoteistické náboženství vycházející ze všech starších abrahámovských náboženství a hlásající jednotu všech lidí. Jejím zakladatelem je Bahá'u'lláh (1817–1892), který je bahá’í věřícími považován za posledního z řady Božích poslů, jako byli Abrahám, Mojžíš, Buddha, Kršna, Zarathuštra, Ježíš, Mohamed.

## Historie víry Bahá’í

### Báb

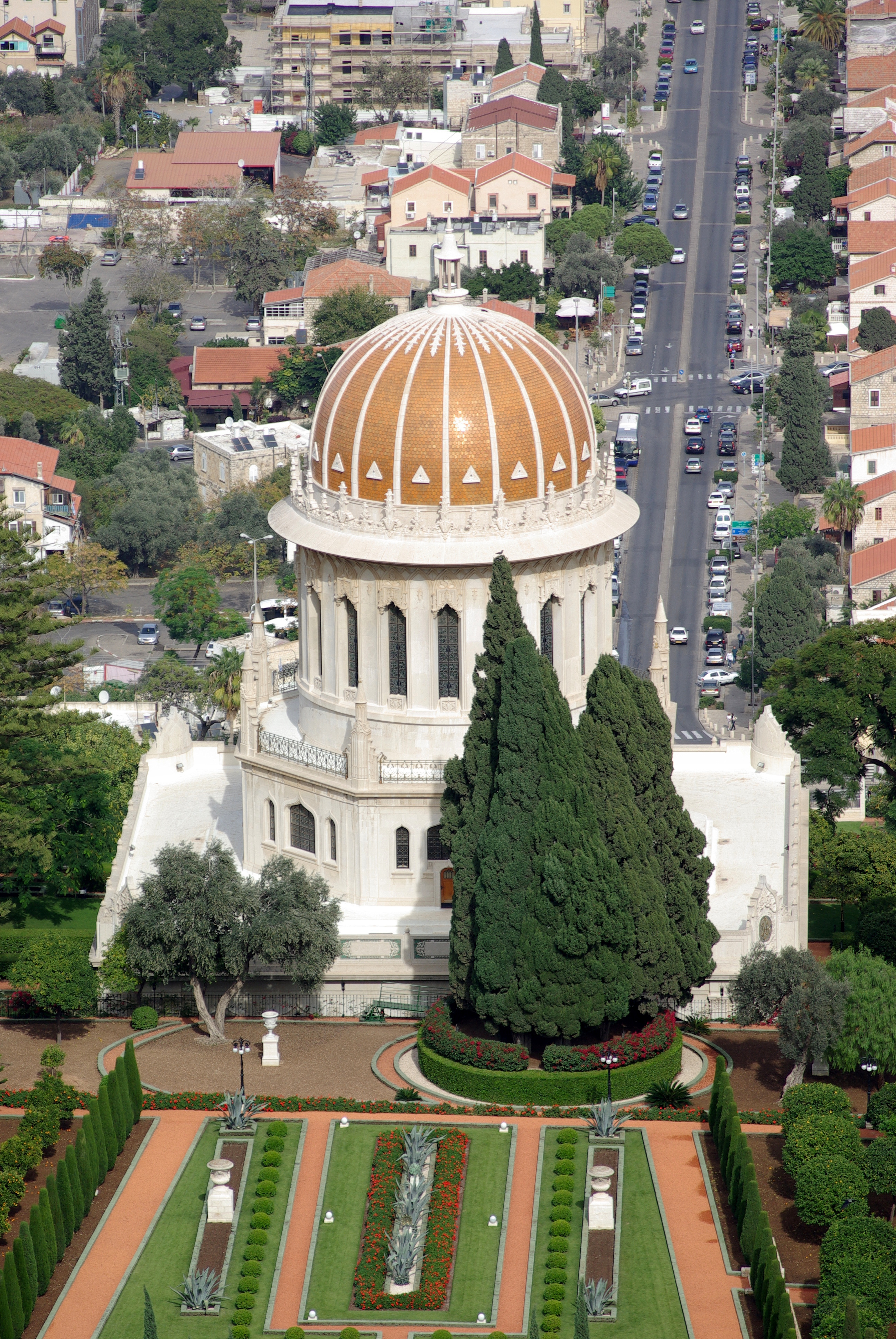
Svatyně Bába v izraelské Haifě

Počátky víry bahá’í jsou spojeny s rokem 1844, kdy mladý kupec z perského města Šírázu Šaíd Alí Muhammad začal lidstvo připravovat na příchod Božího projevu, kterého měla údajně očekávat všechna světová náboženství a jehož zjevení mělo být přislíbeno ve všech svatých textech minulosti. Tento mladý Peršan se symbolicky nazval titulem Báb, značícím bránu, kterou pomyslně vstoupí ten, jehož příchod ohlašoval. Tím položil základy zbrusu nového náboženství bábismu. Za svoje učení byl Báb nejprve vězněn a pak popraven perskými úřady v roce 1850 v Tabrízu.

### Bahá'u'lláh
Tímto přislíbeným měl být Mírzá Husajn 'Alí (dle vlastní interpretace) zvaný Bahá'u'lláh, který je také zakladatelem víry bahá’í. V roce 1863 v iráckém Bagdádu, kde pobýval ve vyhnanství, veřejně oznámil, že jeho příchod představuje naplnění proroctví všech předchozích náboženství a že jeho poslání jako celosvětového Božího projevu spočívá především v tom, že lidstvo přivede na další úroveň jeho postupného vývoje, kterým bude jednota všech ras, národů a etnik na zemi. Nutno však poznamenat, že nebyl přijat všemi bábisty.
Bahá'u'lláh, který byl za své učení pronásledován po celou dobu svého téměř čtyřicetiletého působení, zemřel v roce 1892 ve vyhnanství. Jeho svatyně v izraelské usedlosti Bahdží je cílem pouti všech bahá'istů světa a místem, kam se obracejí při vykonávání svých denních modliteb.

### 'Abdu'l-Bahá

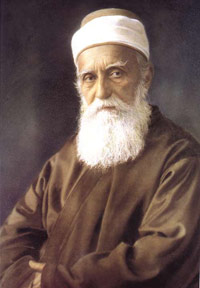
Abdu'l-Bahá, nejstarší syn Bahá'u'lláha

Po jeho odchodu Bahá'u'lláhův nejstarší syn, 'Abdu'l-Bahá (1844–1921), jmenovaný svým otcem hlavou společenství bahá’í, rozšířil učení bahá’í a myšlenky do západního světa během svých cest po Evropě a Severní Americe. 'Abdu'l-Bahá mimo jiné proslul svou dobročinností, kterou prokazoval strádajícím a potřebným, a představuje pro věřící vzor ctností bahá’í.

### Shoghi Effendi
V 'Abdu'l-Baháově díle pokračoval Shoghi Effendi, jeho vnuk a pravnuk Bahá'u'lláha, který se zejména zasloužil o vybudování jedinečného systému bahá’í správy, která spočívá v demokraticky volených a pravidelně obnovovaných institucí, které z náboženského života minulosti odstranily dvě největší překážky bránící zdravému duchovnímu vývoji jedince i společenství, tj. svévolnou interpretaci Písma a vůdčí roli jakéhokoli jednotlivce (např. profesionálních kněží, kazatelů, náboženských vykladačů práva apod.)

## Život Bahá’u’lláha
Bahá’u’lláh, vlastním jménem Mírzá Hosejn-‘Alí, se narodil v roce 1817 v perském hlavním městě Teheránu do rodiny ministra (vazíra) na šáhově dvoře. Od mládí byl přes vysoké postavení své rodiny znám svou filantropickou a charitativní činností, jakož i rozsáhlými duchovními vědomostmi a schopnostmi, aniž by se mu kdy dostalo formálního teologického vzdělání. V roce 1863 v iráckém Bagdádu, kam byl poslán do vyhnanství jako vůdčí osobnost hnutí Bábí, učinil v zahradě Rezvánu veřejné prohlášení o tom, že je oním „Přislíbeným“ minulých věků a náboženství, jehož příchod předpovídal Báb.
Většinu svého čtyřicetiletého působení Bahá’u’lláh strávil ve vyhnanství, žaláři a v domácím vězení. Z Bagdádu byl vypovězen za svoje učení světskou i duchovní mocí osmanské říše do Istanbulu a posléze do Edirne (Drinopol), kde strávil celých šest let. Odsud byl osmanským sultánem 'Abdu'l-'Azízem poslán do trestanecké kolonie v Palestině, kde měl být jeho život vlivem podmínek žaláře původního křižáckého pevnostního města ‘Akká (Akra) ukončen. Bahá’u’lláh však téměř dvouleté žalářování přestál a nakonec mu bylo umožněno dožít v domácím vězení v usedlosti Bahdží, nedaleko ‘Akká.
Z vězení a vyhnanství Bahá’u’lláh posílal dopisy všem hlavám tehdejších velmocí, kde je vyzýval, aby v duchu nového náboženství přehodnotili způsob svého vládnutí a ve prospěch všeobecného blaha se navzájem dohodli na celosvětovém míru. Bahá’u’lláh přes příkoří a protivenství, které ho stíhaly ze strany světské i církevní moci, přes rodinné tragédie a přes útok na svůj život z rukou nevlastního bratra, zjevoval své spisy, nazývané v Bahá’í terminologii s odkazem na Starý zákon Deskami. Poslední dny života Bahá’u’lláh strávil v domácím vězení na usedlosti Bahdží, nedaleko ‘Akká, kde byly po jeho smrti v roce 1892 uloženy jeho tělesné ostatky. Bahá’u’lláhova Svatyně v Bahdží dnes slouží jako poutní místo a zároveň směr uctívání při denní modlitbě pro všechny Bahá’í věřící světa.

## Základní principy učení Bahá’í

### Bůh

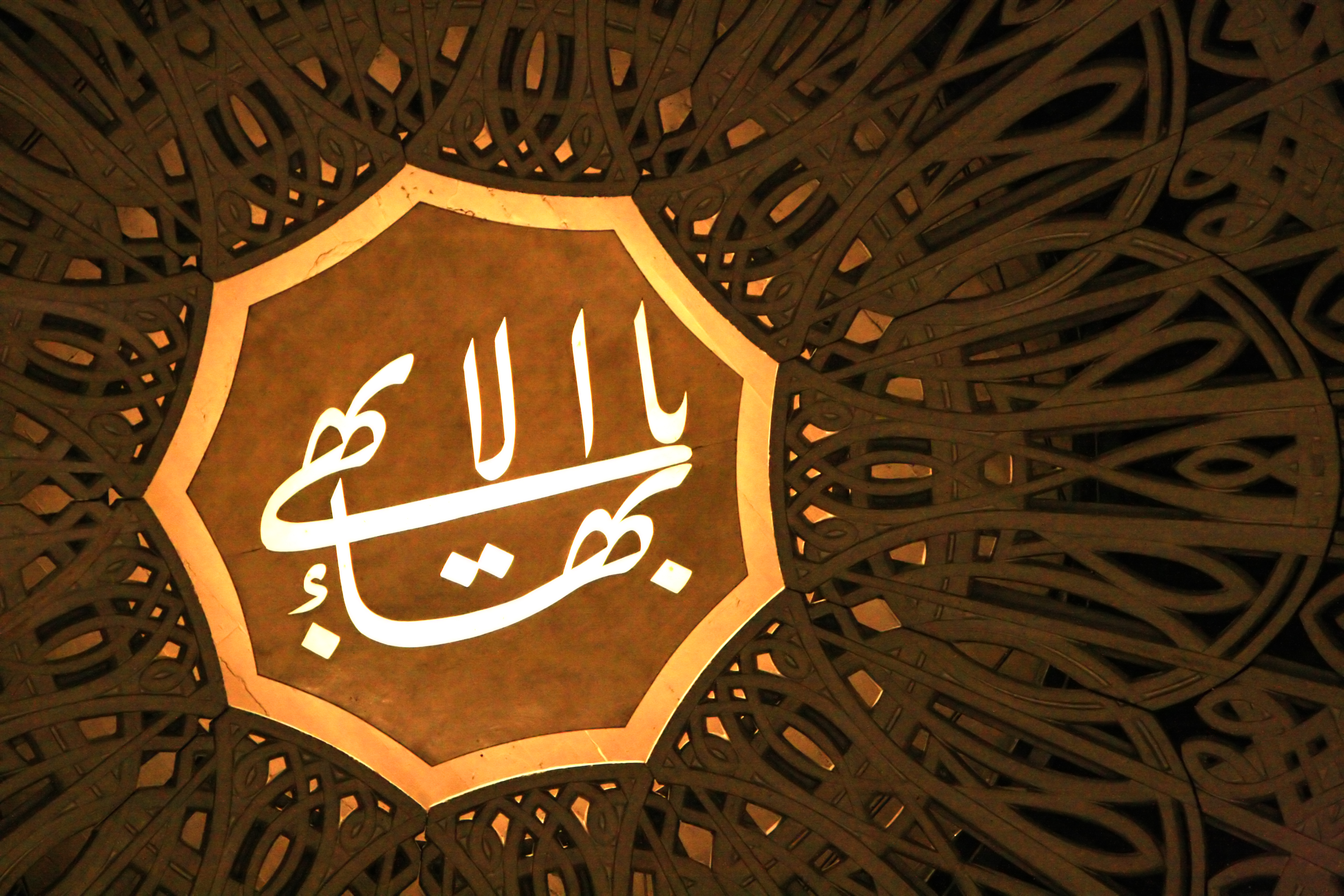
Kaligrafie Bahá’

Bahá’í věří, že tento svět byl stvořen vědomou a myslící Příčinou, která se v náboženské tradici zpravidla nazývá Bohem. Tato Božská podstata je pro lidskou mysl zcela nepoznatelná a nepopsatelná, takže ji můžeme nazývat nejrůznějšími jmény, přesto však na těchto jménech a přídomcích zůstává nezávislá. Jména jako Bůh, Pán, Hospodin apod. jsou pouze pomocnými nástroji vyjadřování, jejichž prostřednictvím odkazujeme k oné věčné Příčině. Jelikož tato Příčina stvořila svět vědomě a zároveň představuje inteligentní entitu, toto stvoření bylo provedeno se specifickým účelem a záměrem. Aby lidstvo mohlo tento smysl stvoření pochopit, jsou v průběhu věků sesíláni božští učitelé, které terminologie bahá’í nazývá Božími projevy. Díky těmto dokonalým projevům Boha, které lze připodobnit k čistému zrcadlu, věrně odrážejícímu přesnou podobu, myšlenky a záměry Stvořitele, a prostřednictvím jejich učení jsou lidé schopni pochopit Boží plán a uskutečňovat jeho vůli na Zemi. Náboženskou zvěst, kterou tyto Boží projevy pravidelně přinášejí, lze tedy považovat za přímé Boží poselství vyjádřené jazykem a stylem srozumitelným pro lidstvo v dané fázi svého pozemského vývoje.

### Boží projevy
Bahá’í věří, že Boží projevy představují jediné pojítko mezi nepoznatelnou podstatou a lidstvem. Představují dokonalý projev či odraz pomyslného slunce Boží podstaty, z něhož lidstvo čerpá svůj duchovní život. Boží projevy lidstvu zprostředkovávají Boží vůli pomocí svého učení, které zjevují od samotného počátku stvoření. Tento proces dle bahá’í učení bude navždy pokračovat, neboť lidstvo bude v každé době a fázi svého vývoje potřebovat duchovní vedení a inspiraci.
Z dochovaných zdrojů jsou nám známa jména projevů, kteří jsou součástí tzv. Adamova cyklu, jenž začíná Adamem, pokračuje přes Abraháma, Mojžíše, Ježíše a Mohameda až po Bába, který cyklus završil a svým ohlášením příchodu Bahá’u’lláha zároveň zahájil nový cyklus. Vedle výše jmenované „semitské“ rodiny projevů bahá’í rozeznávají projevy „árijské“ linie, jako Kršnu, Zoroastra (Zarathuštra) a Buddhu.
Bahá’í nečiní jediný rozdíl v podstatě těchto projevů – jediné, čím se Boží poslové dle bahá’í učení liší, je míra zjevení, kterou v daném okamžiku historie lidstvu zprostředkovali.
| „             | Každý Projev Boží má dvě roviny. První je čistá abstrakce a základní jednota. Nazýváš-li je (Boží Projevy), tedy z tohoto pohledu jedním jménem a připisuješ jim tytéž přídomky, neodvrátil ses od pravdy… Druhá rovina – rovina odlišnosti – náleží světu stvoření a omezením z něj vyplývajícím. Z tohoto pohledu má každý Projev Boží odlišnou osobnost, přesně předepsané poselství, předurčené zjevení a zvlášť stanovená vymezení. Každý z nich je znám pod jiným jménem, je popisován osobitými přídomky a má vymezené poslání… | “ |
| — Bahá'u'lláh | |   |

### Jednota lidstva

Symbol představující spojení lidstva s Bohem.

Bahá’í věří, že jedno z hlavních poslání Božích projevů bylo ustanovení vždy vyšší formy integrace lidské společnosti. Od kmenových svazků a společenství městských států lidstvo přes úroveň národních států dospělo k novému stupni své existence, který ohlásil a svými principy zastřešil Bahá’u’lláh.
Tato etapa vývoje lidstva předpokládá spojení národů na celosvětové úrovni a vznik společných mezinárodních institucí (legislativních, soudních i exekutivních) při dodržení základního principu jednoty v různosti, tj. zachování svébytnosti kultur jednotlivých národů a etnických skupin.

### Principy učení bahá’í
- Jednota Boha
- Jednota náboženství
- Jednota lidstva
- Odstranění všech forem předsudků

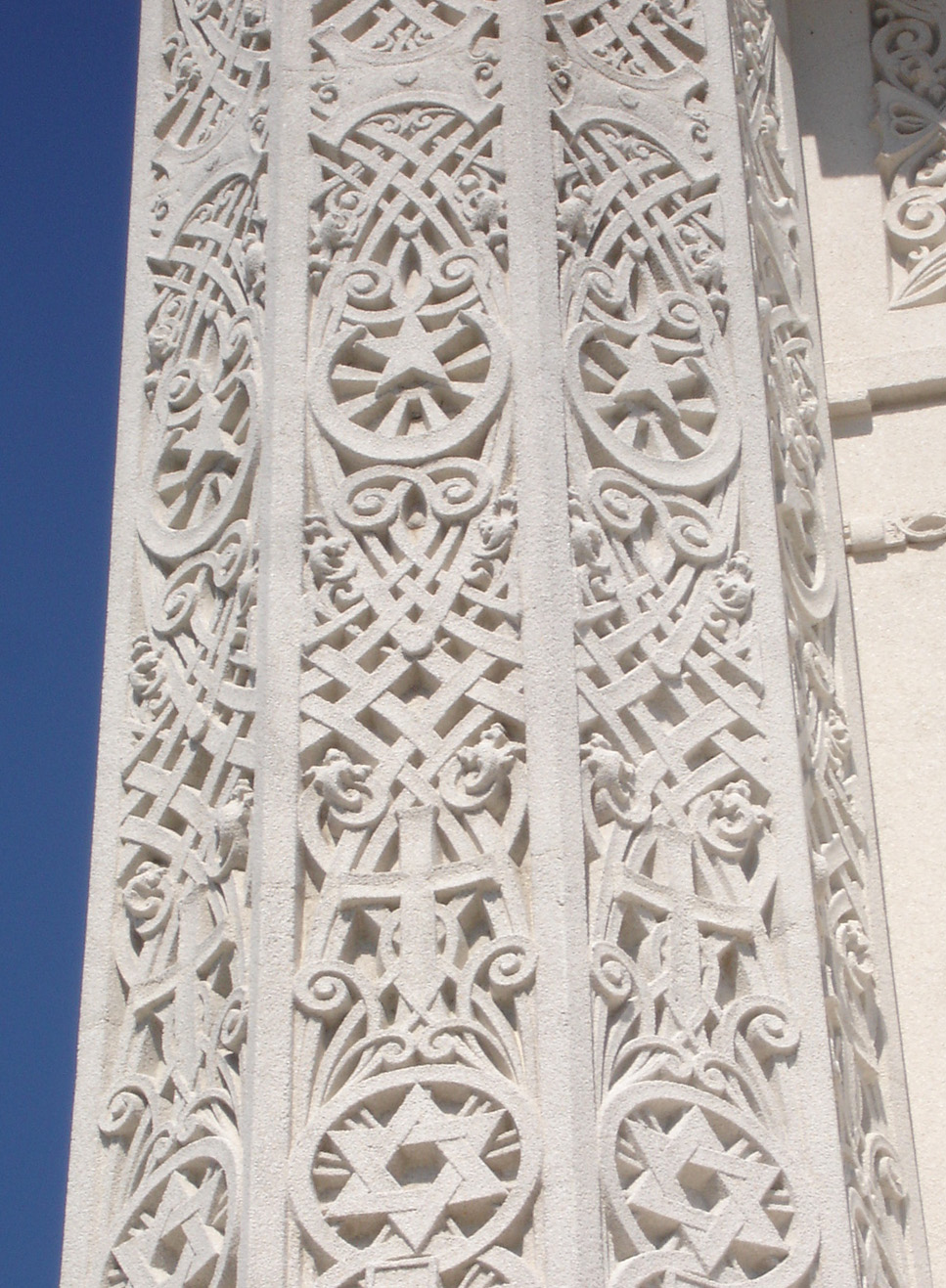
Symboly různých náboženství na domě uctívání v americkém Wilmette, Illinois.

- Odstranění extrémů bohatství a chudoby
- Rovnost mužů a žen
- Harmonie vědy a náboženství
- Nezávislé hledání pravdy
- Světový mír
- Potřeba světového pomocného jazyka
- Potřeba všeobecného povinného vzdělání

## Svaté Písmo bahá’í
Citát z Písma Bahá'u'lláha:
| „ | Každé slovo prýštící z Božích úst je nadáno takovou mocí, že může vštípit nový život do každé lidské schránky. | “ |

Bahá’í věří, že existuje tzv. postupné zjevování Písma. Základem Písma bahá’í jsou spisy zjevené Bábem a Bahá’u’lláhem. Jsou všemi věřícími považovány za Boží slovo zjevené lidstvu pro tento věk. Na počátku samotných bahá’í spisů bylo oznámeno sedmnáct tzv. Písmen živoucího, tedy přislíbených proroků, kteří přijmou zjevení.
Báb zjevil svatou knihu s názvem Baján.
Bahá’u’lláh za více než čtyřicetiletou dobu svého působení zjevil kolem stovky spisů, mezi nimiž hraje ústřední roli kniha zvaná Kitáb-i-Aqdas (Nejsvětější kniha), v níž jsou formulovány základy práva a teologie bahá’í. Druhou nejdůležitější knihou víry Bahá’í je Kitáb-i-Íqán, v níž Bahá’u’lláh objasňuje význam a roli Božích projevů, kteří byli seslání před ním.
Neodmyslitelnou roli hrají také spisy Bahá’u’lláhova nejstaršího syna ‘Adbu’l-Baháa, které mají mimo jiné roli interpretační a didaktickou. Nejsou však součástí Písma Bahá’í ve smyslu zjeveného Božího slova.
Písmo bahá’í bylo zjeveno v arabském a perském jazyce, v současné době je přeloženo do všech hlavních světových jazyků a mnoha jazyků národních a etnických, včetně češtiny.
Bahá’u’lláhovo specifické ustanovení v Kitáb-i-Aqdas zapovídající komukoli interpretovat explicitní význam jeho Písma bylo hlavním důvodem, proč společenství bahá’í zůstává i po více než 150 letech své existence jednotné.

## Denní život
Bahá’í věří, že člověk má dvojí přirozenost – hmotnou a duchovní. Jeho duchovní stránka představuje jeho skutečnou podstatu, hmotná přirozenost jeho bytí představuje nástroj k dosahování duchovního pokroku v tomto materiálním světě. Účelem lidského života je vytvořit harmonii mezi těmito stránkami bytí, čehož lze docílit zaváděním Božího učení do našeho denního života. Stejně jako naše tělo potřebuje správnou a zdravou potravu, i naše duchovní přirozenost musí být pravidelně vyživována duchovní potravou. K tomu slouží různé duchovní prostředky, které Bahá’u’lláh ve Svém Písmu stanovil a z nichž nejdůležitější jsou modlitba a půst.
| „             | Pevně se přidržte denní modlitby a půstu. Vpravdě, Boží víra je podobna nebesům; půst je jejich sluncem a denní modlitba jejich měsícem. Vskutku, jsou to pilíře náboženství, pomocí nichž je rozlišeno mezi spravedlivými a těmi, kdož překračují Jeho nařízení… | “ |
| — Bahá’u‘lláh | |   |

### Modlitba
Bahá’í rozeznávají dva druhy modliteb – běžnou a denní.
Běžné modlitby bahá’í pronášejí při nejrůznějších příležitostech, individuálně i ve společnosti spoluvěřících, za různým účelem (duchovní posila, odpuštění, Boží chvála, uzdravení z nemoci, pomoc v protivenství apod.).
Denní modlitba, která je trojího druhu (krátká, střední a dlouhá), má však na rozdíl od běžné modlitby svůj pevný řád – specifický způsob, frekvenci i přesný čas provádění. Je považována za analogii každodenní audience u Stvořitele, při níž se věřící nalézá v přímé Boží přítomnosti. Proto je nutné se chovat dle určitých stanovených pravidel, jako bychom se například chovali na pomyslné audienci u hlavy státu.
Krátká denní modlitba se pronáší jednou denně (jednou za 24 hodin) od poledne do 2 hodin po západu Slunce.
| „                                    | Dosvědčuji, Ó můj Bože, že jsi mě stvořil, abych Tě znal a uctíval. Doznávám v tomto okamžiku svou bezmocnost a Tvou moc, svou chudobu a Tvé bohatství. Není Boha kromě Tebe, Pomocníka v nebezpečí, Skrze Sebe jsoucího. | “ |
| — Bahá’u’lláh, krátká denní modlitba | |   |

Střední modlitba se pronáší třikrát denně – ráno, v poledne a večer.
Dlouhá denní modlitba se provádí jednou za 24 hodin od poledne jednoho dne do poledne dne následujícího.
Věřící si mohou vybrat kteroukoli z těchto modliteb dle svého uvážení, podmínek a možností.
Před vykonáním modlitby si věřící omyje tvář a ruce a zaujme modlitební postoj tváří k jihovýchodu (tzv. směr uctívání), kde se ve Svaté zemi nachází Bahá’u’lláhova svatyně.

### Půst
| „             | Dobře se vám povede, jelikož jste se řídili Zákonem Božím a povstali jste k tomu, abyste drželi půst během těchto požehnaných dní, neboť tento tělesný půst je symbolem půstu duchovního. Tento půst vede k tomu, že se duše očistí ode všech sobeckých tužeb, že nabude duchovních přídomků, že bude vábena k vánkům Nadevše Milosrdného a roznícena ohněm Boží lásky. | “ |
| — Bahá’u‘lláh | |   |

Bahá’í se postí jednou ročně během postního měsíce ‘Alá‘ Bahá’í kalendáře (od 2. do 21. března). Bahá’í se po toto období zdržují jídla a pití od východu do západu slunce každého z těchto jednotlivých 19 dní. Cílem a záměrem půstu je fyzická očista naší hmotné schránky, která symbolizuje podstatnější očistu duchovní, ale v neposlední řadě také představuje praktickou zkoušku ochoty věřících obětovat Bohu něco z mnoha světských příchylností, byť jen během velmi krátkého období.

### Nepožívání omamných látek
Bahá’í se zdržují požívání alkoholu či jiných omamných látek v jakékoli podobě. Výjimkou jsou případy, kdy odborný lékař výslovně předepíše danou látku jako nezbytný lék nebo jeho součást k léčbě daného onemocnění.

### Kalendář
Bahá’í víra, stejně jako předchozí náboženství, má svůj vlastní kalendář sestávající z 19 měsíců o 19 dnech. Zbývající dny jsou nazývány Ajjám-i-Há (Dny Boží podstaty) a jsou zpravidla zasvěceny oslavám a charitativní činnosti. Měsíce Bahá’í kalendáře jsou nazvány dle různých jmen a přídomků Boha. Nový rok Bahá’í oslavují 21. březen (1. jarní den) a v průběhu roku světí 9 svátků svázaných s různými událostmi bahá’í historie, během nichž se zdržují práce.
Na začátku každého měsíce se bahá’í setkávají na tzv. Slavnostech 19. dne, které společně oslavují čtením modliteb a úryvků z Bahá’í Písma. Zde také probírají formou konzultace všechny praktické záležitosti související s chodem místního společenství.

### Praktický život
Přestože se bahá’í snaží důsledně žít podle Bahá’u’lláhem zjevených zásad a principů, zároveň chtějí být nedílnou součástí společnosti, v níž žijí. Bahá’u’lláh odsuzuje veškeré formy fanatického a extrémního praktikování víry, za něž považuje např. asketismus, mnišské řády a jiné formy vydělování se ze společnosti.
Bahá’í cítí povinnost přispívat svým dílem ke společenskému životu své země a svou službu spatřují nejen v příležitosti obohatit myšlenkovou kulturu občanské společnosti o bahá’í názory, ale i v praktických projektech služby, které se ve většině případů odehrávají v rozvojových zemích třetího světa (vzdělávání dětí i dospělých, zdravotnictví, zemědělství apod.).
Prostřednictvím aktivit v rámci mezinárodního společenství se bahá’í zasazují o vnímání světa jako společného domova všech ras, kultur a národů v duchu Bahá’u’lláhova známého citátu: „Země je jediným domovem a lidstvo jeho obyvateli.“

## Mezinárodní společenství bahá’í a OSN

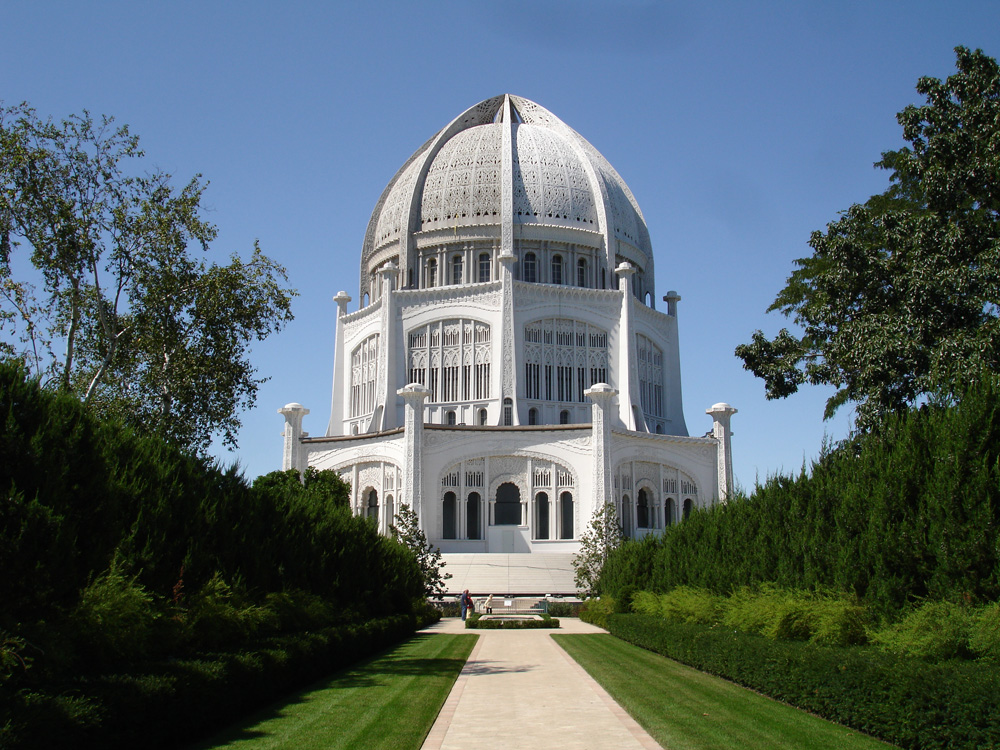
Dům uctívání v americkém Wilmette, Illinois (poblíž Chicaga)

Mezinárodní společenství bahá’í je nevládní organizace registrovaná u OSN od roku 1948, jež reprezentuje více než 5 milionů stoupenců Bahá’í víry na celém světě.
Bahá’í se kolektivně účastní širokého spektra aktivit mezinárodního společenství – především v oblasti mírového úsilí, lidských práv, postavení žen, vzdělávání, zdravotnictví, životního prostředí a potravinových programů.
V rámci Organizaci spojených národů je mezinárodnímu společenství Bahá’í přiznán zvláštní konzultativní statut u Ekonomické a sociální radě Spojených národů (United Nations Ecomomic and Social Council ECOSOC) od roku 1970 a u dětského fondu OSN (UNICEF) od roku 1976. Bahá’í mezinárodní společenství též úzce spolupracuje se Světovou zdravotnickou organizací (World Health Organization WHO), Úřadem vysokého komisaře OSN pro lidská práva, účastní se programů životního prostředí (United Nations Environment Programme – UNEP) a rozvoje (United Nations Development Programme – UNDP).

## Správa bahá’í

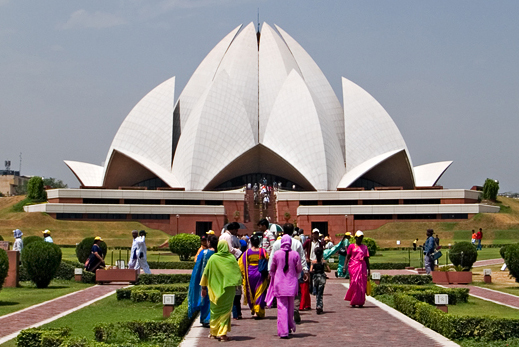
„Lotosový chrám“ v indickém Novém Dillí je jeden z tzv. Bahá’í domů uctívání. Průměrně ho navštíví 3,5 milionu návštěvníků za rok (okolo 12 000 každý den)

Správa společenství bahá’í na místní, národní a celosvětové úrovni se uskutečňuje prostřednictvím demokratických a pravidelně volených institucí, jejichž základní principy fungování stanovil Bahá’u’lláh, podrobněji rozpracoval ‘Abdu’l-Bahá a do současné podoby rozvinul a dovedl Shoghi Effendi.
Na místní a národní úrovni jsou každoročně voleni z řad všech věřících zástupci do tzv. duchovních rad, které spravují administrativní záležitosti daného společenství. Na mezinárodní úrovni stejným způsobem probíhá volba každých pět let – ze všech bahá’í věřících světa je volen Světový dům spravedlnosti se sídlem v Haifě, Izraeli.
Bahá’u’lláh zavedením tohoto jedinečného systému náboženské správy s konečnou platností zrušil instituci profesionálních duchovních, takže v Bahá’í víře byl případný vliv jednotlivce na chod společenství prakticky usměrněn v rámci demokratické volby a svobodného rozhodování o záležitostech společenství formou konzultace, zároveň se však také znemožnilo komukoli požívat jakékoli individuální autority jak při řízení společenství, tak např. při výkladu Písma.
Instituce bahá’í se starají a dbají pouze o praktické a administrativní záležitosti místních a národních společenství (svatby, pohřby, oslavy svátků, representace ve vnějších vztazích apod.), tj. nemají právo zasahovat do duchovního života nikoho z věřících, pokud ovšem jeho případné chování nepoškozuje dobré jméno víry na veřejnosti.
Světové centrum Bahá’í je administrativní centrum bahá’í.

## Bahá’í v českých zemích
Patrně prvním Čechem, který přišel s  bahá’í vírou do kontaktu, byl Eduard Polak, který se stal osobním lékařem perského šáha Násir ad-Dín Šáha. V roce 1852 v listu Prager Zeitung vychází série článků o pronásledování nové víry. O bábí se zmiňuje i Jan Neruda ve Studiích výstavních z roku 1873. Rainer Maria Rilke zmiňuje bábí hnutí ve své korespondenci s L. N. Tolstým.
V letech 1911–1913 navštívil ‘Abdu’l-Bahá Evropu včetně tehdejšího Rakouska-Uherska. Jeho návštěvy zde (ve Vídni a Budapešti) iniciovaly místní teosofické spolky i s českou účastí (například první nositelka Nobelovy ceny za mír, baronka Berta Kinská-Suttnerová). První spolek víry bahá’í vznikl v Žatci. Prvním věřícím byl zřejmě Němec Karl Kuttner. První doložený český věřící byl zřejmě Miloš Svatopluk Wurm, syn Jindřišky Wurmové. Roku 1912 uspořádal v Brně několik přednášek a přeložil některé náboženské brožurky včetně překladu Zjev hnutí mírového na východě z roku 1913. Wurm jako zdravotník na frontě I. světové války byl zajat a v Rusku vstoupil do čs. legií a dále šířil nové učení, ale v říjnu 1918 padl ve Francii.
Roku 1926 se o rozvoj víry bahá’í zasloužila americká novinářka a esperantistka Martha Root (1872–1939) prostřednictvím kontaktů s T. G. Masarykem i pacifistickými intelektuály, kde byly rovněž kroužky esperantistů. Během své osmidenní návštěvy Prahy uspořádala několik přednášek a vydávání brožur. V esperantském kroužku v Praze se s bahá'í setkal také Vuk Echtner, který působil i jako předkladatel Marty Rootové. Roku 1927 konala Rootová v Praze různé přednášky, také v esperantu. Roku 1928 se setkává s TGM, byla zvána také do parlamentu a navštívila 12 míst v ČSR. V Praze, zejména v okruhu esperantistů, vzniká další společenství bahá' í, jehož členem byl i Echtner. Roku 1932/33 Rootová znovu navštěvuje ČSR a vydává další brožury. (Jejich překladatelkou se stává Pavla Moudrá.) Navazuje kontakty s orientalistou Janem Rypkou a zprostředkovává bahá’í literaturu v originálním znění. Vuk Echtner roku 1935 překládá práci Shogi Effendiho Světové náboženství: stručný přehled cílů, učení a dějin. Dopisuje si také s první polskou věřící Lidií Zamenhofovou, dcerou vynálezce esperanta. Rootová pak přijíždí roku 1936 a setkává se s Edvardem Benešem, jehož znala již z konferencí v Ženevě. Během nacistické okupace byly aktivity bahá’í pozastaveny. V letech 1946-1948 vycházejí články a překlady a obnovují se shromáždění. Roku 1949 přijímají ještě i íránskou návštěvu. V 50. letech se aktivitou Vuka Echtnera a Juliany Bendové dostává víra na Ostravsko, přijíždějí i zahraniční misionáři. Roku 1957 vstupují bahá’í do společnosti Unitaria a zahajují sérii vlastích přednášek. Roku 1957 dokonce bahá’í žádají o registraci. 11. července 1958 nastává zatýkání hlavních osobností a zabavování dokumentů. Echtner stanul před soudem v Ostravě a byl odsouzen, společenství zakázáno. Po 22 měsících byl propuštěn. Společenství přestalo existovat. Na konci 60. let začaly nové mezinárodní kontakty. V rakouském společenství vzniká výbor pro východní Evropu a do Československa jezdí v 70. letech misionáři. Roku 1986 umírá Juliana Bendová. V roce 1989 se Vuk Echtner setkává s věřícími a české společenství pak bylo obnoveno.
Baháí společenství v ČR není dosud oficiálně zaregistrováno, ve 21. století sídlí Národní duchovní rada Bahá’í České republiky v Praze.

## Bahá’í na Slovensku
Bahájské spoločenství v Slovenské republice je od roku 2007 jednou z 18 registrovaných náboženských společností a při sčítání lidu se k nim přihlásilo 311 lidí.

## Demografie
V 2018 je víra bahá’í rozšířena do 247 zemí a teritorií světa, společenství existují ve více než 13 000 lokalitách. Mezi více než 5 miliónů bahá´í věřících je zastoupeno téměř 2 100 různých národů a etnických skupin.

### Bahá’í v Africe
Tato víra je v Africe přítomna již od dob zakladatelů.
Sám Bahá’u’lláh byl krátce v Egyptě v roce 1868 cestou do vězení. V tomtéž roce byl v Egyptě uvězněn jeden z apoštolů Nabíl-i-Aʻẓam. Významnou osobností byl i Mírzá Abu’l-Faḍl-i-Gulpáygání, iniciátor větších změn v egyptské komunitě. Další vlivnou osobností byl Abdu’l-Fadl, misionář v Káhiře po roce 1894, působil i mezi studenty univerzity Al-Azhar. V Egyptě došlo k pronásledování po roce 1960 a v Maroku po roce 1963.
Shoghi Effendi cestoval po Africe prvně v roce 1929 a znovu v roce 1940, v subsaharské Africe i v Jižní Africe, kde se začala více šířit v období apartheidu, také proto, že i misionáři stáli na straně utlačovaných obyvatel.
V 50. letech 20. století se víra bahá’í šířila i v dalších zemích regionu jižní Afriky včetně ostrovů v Indickém oceánu.
I v dalších zemích ale docházelo k zákazu víry bahá’í: v Burundi roku 1974; v Mali 1976; v Ugandě 1977; v Kongu 1978; v Nigeru 1978. Uganda měla v té době největší bahá’í společenství v Africe. Zákazy byly ovšem postupně ve všech zemích zrušeny, poslední byl Niger v 90. letech minulého století.
Historicky první místní Dům uctívání byl otevřen roku 2021 v Keni.
Kamerun: Prvním bahá’í v Kamerunu byl Enoch Olinga, který v roce 1953 opustil svou rodnou Ugandu, aby přinesl náboženství do Britského Kamerunu. V současné době je v Kamerunu přibližně 40 tisíc vyznavačů víry bahá’í.
Čad: Ačkoli víra bahá’í v Čadu oficiálně existuje až po vyhlášení nezávislosti v roce 1960, členové náboženství byli přítomni již od roku 1953. Bahá’í věřící v Čadu zvolili svou první Národní duchovní radu v roce 1971.
Demokratická republika Kongo: První bahá’í sem přišli v roce 1953 z Ugandy. Místní duchovní rada země byla zvolena v roce 1957. V roce 1963 bylo v Kongu 143 místních shromáždění. I když bylo náboženství zakázáno a země byla zmítána válkami, náboženství rostlo tak, že se v roce 2003 konalo 541 shromáždění. Počet věřících byl v Demokratickém Kongu v roce 2005 odhadnut na přibližně 252 000 osob. V roce 2023 byl v Kinshase otevřen Dům uctívání.
Etiopie a Keňa: První bahá’í Místní duchovní rada země byla zvolena v listopadu 1934 v Addis Abebě. V roce 1962 si etiopští Bahá’í zvolili Národní duchovní radu. V roce 1963 bylo v zemi sedm lokalit s menšími skupinami Bahá’í. Asociace náboženských datových archivů odhadovala v roce 2005 počet Bahá’í věřících na přibližně 27 tisíc. Komunita oslavila své diamantové jubileum v lednu 2009.[22] V roce 2021 byl v Matunda Soy v sousední Keni otevřen místní Dům uctívání.
Madagaskar: První bahá’í věřící přicestoval na Madagaskar v roce 1953 a po získání prvních tamějších konvertitů byla v roce 1955 zvolena první Místní duchovní rada. V roce 1972 se malgaští bahá’í sešli, aby zvolili první Národní duchovní radu. V roce 2003 existovalo na ostrově 33 místních shromáždění.
Rwanda: První konkrétní zmínka o Rwandě v souvislosti s bahá’í byla v květnu 1953, kdy se navrhovalo, aby se rozšiřující komunita víry bahá’í v Ugandě poohlédla po vyslání průkopníků do sousední Rwandy. První osadníci tohoto náboženství dorazili do regionu v červenci 1953. V roce 1972 byla vytvořena Národní duchovní rada Rwandy. Bohužel také bahá’í věřící, dost možná v tisících, byli mezi těmi, kteří zahynuli během rwandské genocidy. Bahá’í věřící ve Rwandě nadále usilují o mezirasovou a meziklanovou harmonii. Odhady uvádějí, že bahá’í populace ve Rwandě se pohybuje kolem 15 tisíc osob.
Tanzanie: Bahá’í víra se v Tanzanii datuje od roku 1950, kdy první průkopnice, Claire Gungová, přijela do tehdejší Tanganiky. V roce 1952 byla v Dar-es-Salaamu zvolena první bahá’í Místní duchovní rada. V roce 1956 bylo zvoleno regionální bahá’í shromáždění, jehož součástí byla i Tanganika. Od roku 1986 bahá’í provozují Ruaha Secondary School jako bahá’í školu. V roce 2005 se počet bahá’í věřících odhadoval na 163 800 přívrženců.

### Bahá’í v Asii
Írán: Bahájská komunita v Íránu čítá přibližně 300 000 členů, ale na rozdíl od křesťanů, židů a zoroastroijců nejsou chráněni (článkem 13 íránské ústavy). 18. června 1983 bylo popraveno 10 žen ve věku 17 až 57 let. Světové bahájské společenství si tuto tragédii pravidelně připomíná.